# Pradal Serey

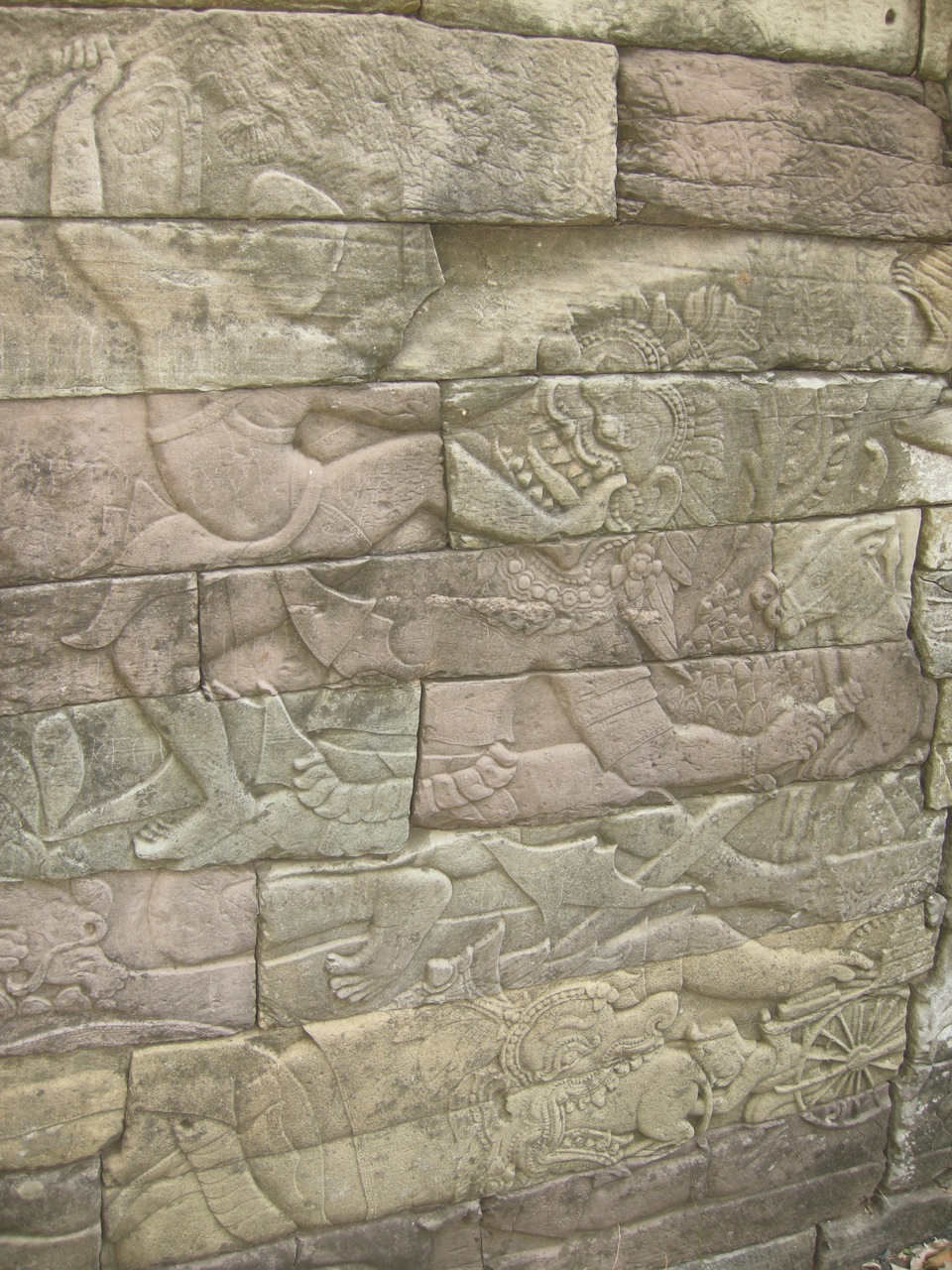
Ein Soldat der Khmer benutzt einen Fußtritt auf Rahu (Flachrelief aus dem Tempel von Banteay Chhmar)

Pradal Serey (auch Khmer-Boxen, oder Kun Khmer) ist eine kambodschanische Kampfkunst.

## Geschichte
Pradal Serey wurde Im 20. Jahrhundert während des französischen Protektorats von der kolonialen Verwaltung kodifiziert. Pradal Serey kommt aus der kun daï (Khmer-Sprache für: „Kampfkunst mit bloßen Händen“), die eine militärische Disziplin ist. Die Kun daï wurde im 9. Jahrhundert von dem Khmer-Kaiserreich in die Armee unterrichtet.

## Kampfstil
Pradal Serey ist eine Kampfkunst, die von Ellenbogentechniken, Nahkampf sowie Knietechniken geprägt ist. Einige Regeln in Pradal Serey bevorzugen den Nahkampf und den K.O.-Schlag des Gegners während des Fallens.
Ähnliche Kampfstile sind Muay Thai, Bama Lethwei, Muay Lao (Lao-Boxen) und Tomoi (Malaysia).